# Sévère bar Shakako
Sévère (ou Jacques) bar Shakako est un évêque de l'Église jacobite syrienne, écrivain de langue syriaque, mort en 1241.
Jacques est son nom de naissance, et il prit celui de Sévère en devenant évêque. Né à Bartella (à une vingtaine de km à l'est de Mossoul), il fut moine au monastère Mor Mattay, puis évêque de Mossoul. Il mourut lors d'un déplacement qu'il faisait pour rencontrer le patriarche Ignace II David.
Il avait étudié la grammaire avec le moine nestorien Jean bar Zoubi, du monastère Mar Sabrisho de Beth Koka (Adiabène). Il fut ensuite élève à Mossoul du fameux mathématicien, astronome et philosophe arabe Kamal ad-Din Musa ibn Yunus. Selon Bar-Hebraeus, il constitua une remarquable collection de livres qui passa après sa mort dans la bibliothèque publique (démosion) du gouverneur de Mossoul.
Il est l'auteur d'une compilation théologique datée de 1231 et appelée le Livre des trésors, et d'un ouvrage surtout consacré aux disciplines profanes intitulé le Livre des dialogues. Ce texte est divisé en deux parties : la première, série de cinquante-deux questions-réponses, est consacrée à la grammaire, à la logique, à la rhétorique et à la poétique  ; la seconde est constituée de cinq sections (définitions et divisions de la philosophie ; éthique ; physique et physiologie ; mathématiques ; métaphysique et théologie).
Il a aussi composé une grammaire du syriaque en vers de douze syllabes, intitulée Harmonia. On possède encore de lui quelques autres textes.